# Скоропадский, Михаил Васильевич
Михаил Васильевич Скоропадский (укр. Михайло Скоропадський; 1697 — 2 января 1758) — генеральный подскарбий Войска Запорожского.

## Биография
Отец Михаила Васильевича Скоропадского Василий получал повышения по службе вслед за повышениями своего старшего брата Ильи — сначала был березинским сотником, а потом сделан черниговским полковым обозным, приобрёл себе много земель в разных местах черниговского полка, построил на них мельницы, основал слободы (за ним было много сел в Сосницком уезде). От брата получены им были и маетностн, которые в 1718 году закреплены царской грамотой. Умер он в 1727 году. Из его двоих сыновей, Ивана и Михаила, первый остался в неизвестности, а Михаил стал потом одним из важных чиновников; он выделился из среды товарищей отчасти своим практическим умом, а еще более своим близким родством с гетманским домом.
В 1715 году начал войсковую службу, женился на княжне Четвертинской, а после её смерти — на дочери миргородского полковника, а потом и гетмана, Апостола. В 1727 году отправился в Гилянский поход, но, благодаря связям, отделался от похода раньше других. Получил после смерти отца большое наследство, Михаил стал в число первых богачей, дом свой держал открытым и славился хлебосольством и даже более, чем хлебосольством — кутеж и карточная игра были обычным времяпровождением богатых домов.
После смерти Апостола в 1734 году он нашел себе нового покровителя в лице князя Алексея Шаховского, стоявшего во главе управления Малороссией в то время. С помощью его Михаил в 1734 году выхлопотал царскую грамоту на все свои имения. В 1739 году участвовал в Хотинском походе, но, как и из Гилянского, очень быстро вернулся. 27 апреля 1741 года получил генеральный уряд войскового подскарбия. Когда в 1744 году императрица Елизавета, посетив Малороссию, была в Глухове — гетманской резиденции, то Михаил Скоропадский от лица местной старшины приветствовал там императрицу речью, а затем вновь назначенного гетман графа Разумовского, когда он прибыл в Глухов летом 1751 года. В 1753 году Михаил Скоропадский был назначен помощником управителя Генеральной канцелярии, но пробыл в этой должности не более года, так как Разумовский дал ему отставку по жалобе своего фаворита, управителя канцелярии, Кочубея, которому, как ни старался, не мог угодить старый подскарбий. Умер Михаил Скоропадский в 1758 году.

## Дети
Дети его — Иван, Яков и Петр окончили курс в Киевской Академии. Через несколько лет после смерти отца первый получил уряд генерального есаула, а второй — бунчужного. В 1762 году Иван отказался подписать челобитную о предоставлении гетманской булавы по наследственной линии фамилии графа Разумовского. В 1767 году был избран в число депутатов в Комиссию для составления нового уложения. Заведовавший в то время малороссийскими делами граф Румянцев писал об Иване Скоропадском Екатерине II, что он «при всех науках… остался казаком», в другой раз 27 февраля 1768 года — что «Скоропадский всех прочих руководитель, ибо возмечтал быть выбранным в гетманы». По отзыву Екатерины II, в ответном письме к Румянцеву, «Скоропадский ведет себя (в столице), как волк, и ни с кем из наших знаться не хочет». Умер Иван Скоропадский в 1782 году.